# Calificările pentru Campionatul Mondial de Fotbal 2014
Calificările pentru Campionatul Mondial de Fotbal 2014 sunt organizate de cele șase confederații ale FIFA. Pentru a obține calificarea la CMF 2014 s-au înscris 203 selecționate din totalul de 207 membri. Două echipe sunt calificate din oficiu, Brazilia ca țară gazdă și Spania, câștigătoarea Campionatului Mondial de Fotbal din 2010.
| Echipa        | Zona                               | Data obținerii calificării | Prezențe la turneul final | Prezențe consecutive | Prima apariție                         | Ultima apariție | Cel mai bun rezultat |
| ------------- | ---------------------------------- | -------------------------- | ------------------------- | -------------------- | -------------------------------------- | --------------- | -------------------- |
| Brazilia      | Host                               | 30 octombrie 2007          | 20th                      | 2010                 | Winners (1958, 1962, 1970, 1994, 2002) | 20              |                      |
| Japonia       | AFC Fourth Round Group B Winner    | 4 iunie 2013               | 5th                       | 2010                 | Round of 16 (2002, 2010)               | 5               |                      |
| Australia     | AFC Fourth Round Group B Runner-up | 18 iunie 2013              | 4th                       | 2010                 | Round of 16 (2006)                     | 3               |                      |
| Iran          | AFC Fourth Round Group A Winner    | 18 iunie 2013              | 4th                       | 2006                 | First Round (1978, 1998, 2006)         | 1               |                      |
| Coreea de Sud | AFC Fourth Round Group A Runner-up | 18 iunie 2013              | 9th                       | 2010                 | Fourth Place (2002)                    | 8               |                      |

### Europa (UEFA)
Țară calificată
     Țara s-ar putea califica
     Nu se poate califica – mai are meciuri de jucat
     Țară necalificată
     Țara nu s-a înscris în Campionat
     Țara nu este membră FIFA

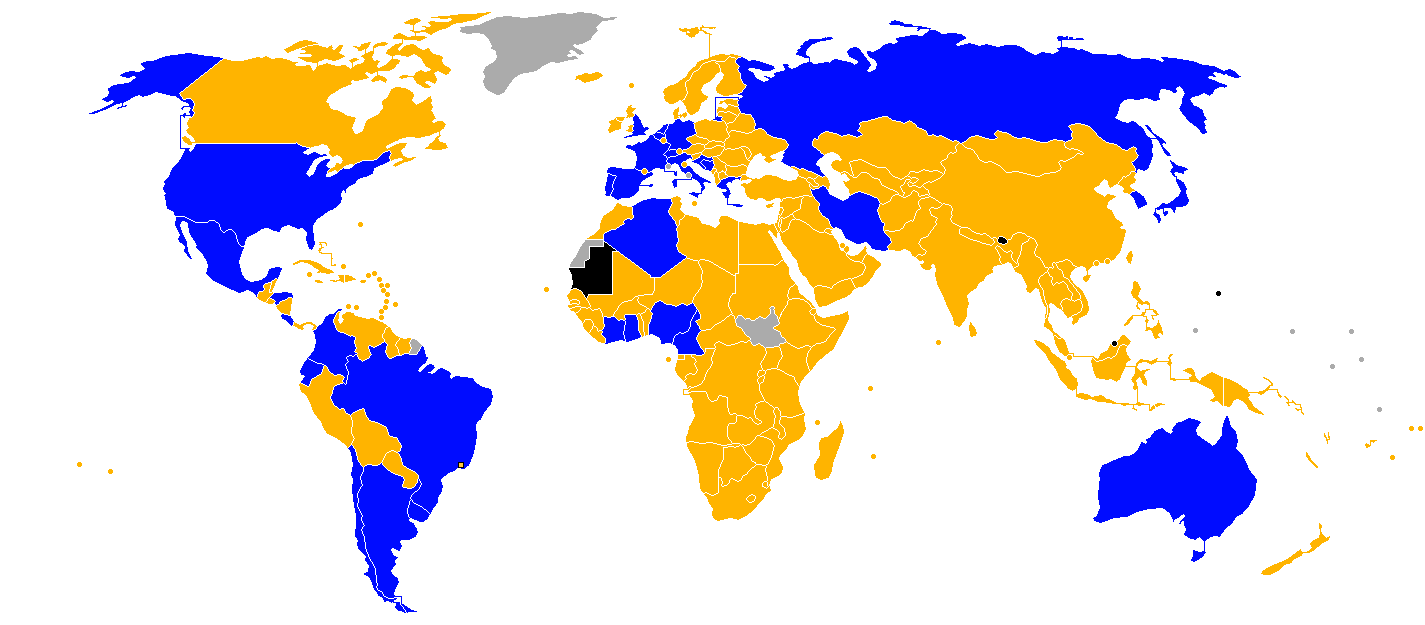
Țară calificată
Țara s-ar putea califica
Nu se poate califica – mai are meciuri de jucat
Țară necalificată
Țara nu s-a înscris în Campionat
Țara nu este membră FIFA

(53 de echipe concurează pentru 13 locuri)

### America de Sud (CONMEBOL)
(9 echipe concurează pentru 4 sau 5 locuri, cu playoff pentru a decide numărul exact)
CONMEBOL va avea 4 sau 5 locuri după calificări, primele patru din grupă fiind automat calificate la turneul final. Locul cinci va juca cu locul cinci al Asiei în două meciuri (unul acasă și unul în deplasare) care vor decide cine se va califica.
Pe lângă acestea, Brazilia se califică automat ca gazdă a competiției.

### Africa (CAF)
(52 teams competing for 5 berths)

### Asia (AFC)
(43 de echipe concurează pentru 4 sau 5 locuri, cu playoff pentru a decide numărul exact)

### America de Nord și Centrală și Caraibe (CONCACAF)
(35 de echipe concurează pentru 3 sau 4 locuri, cu playoff pentru a decide numărul exact)
3 locuri sunt asigurate care vor fi alocate primelor trei echipe din grupa finală. Locul patru va juca cu câștigătoarea Oceaniei în două meciuri (unul acasă și unul în deplasare) care vor decide cine se va califica.

### Oceania (OFC)
(11 echipe concurează pentru 0 sau 1 loc, cu playoff pentru a decide numărul exact)
Câștigătoarea va juca cu locul patru din calificările CONCACAF două meciuri (unul acasă și unul în deplasare).